# Rover 800 (XX)
La Rover 800 Type XX a été produite de 1986 à 1992 et a été remplacée par la Rover 800 (R17).